# VISIR
VISIR (VLT Imager and Spectrometer for mid Infrared, en français "Spectro-imageur en infrarouge moyen du VLT") est un spectro-imageur en infrarouge moyen installé au foyer Cassegrain de l'UT3 du Très Grand Télescope, installé à l'observatoire du Cerro Paranal. Il fournit des images limitées par la diffraction. L'instrument a un mode interférométrique (Sparse Aperture Masking, SAM) , un mode coronographique, un mode spectrographie fente-longue avec une résolution spectrale comprise entre 150 et 30 000 .
L'imageur et le spectromètre sont équipés chacun d'un capteur Raytheon Aquarius de 1024x1024 pixels fonctionnant à une température de 6 K. Ils couvrent trois fenêtres atmosphériques dans l'infrarouge moyen : la bande M à 5 µm, la bande N entre 8 et 13 µm et la bande Q entre 17 et 20 µm.